# Междуреченский муниципальный округ
Междуре́ченский муниципальный о́круг — муниципальное образование в Кемеровской области России. Расположен на территории города областного подчинения Междуреченска и Междуреченского района.
Административный центр — город Междуреченск.

## География
Округ расположен в юго-восточной части Кемеровской области. Граничит на западе с Новокузнецким, на юге с Таштагольским районами Кемеровской области, на востоке с республикой Хакасия.

## История
В 1990-е годы в границах города областного подчинения Междуреченска и Междуреченского района (созданного в 1989 году) в рамках организации местного самоуправления было образовано единое муниципальное образование город Междуреченск — Междуреченский район.
Законом Кемеровской области от 17 декабря 2004 года № 104-ОЗ, в ходе муниципальной реформы, муниципальное образование город Междуреченск — Междуреченский район было преобразовано в муниципальное образование Междуреченский городской округ.
В рамках административно-территориального устройства области, территорию городского округа составляют две административно-территориальные единицы области: Междуреченский район как административный район и город Междуреченск как город областного подчинения.

## Население
| 2010    | 2011     | 2012     | 2013     | 2014     | 2015     | 2016     |
| ------- | -------- | -------- | -------- | -------- | -------- | -------- |
| 103 946 | ↘103 830 | ↘102 947 | ↘101 983 | ↘101 038 | ↘100 906 | ↘100 772 |
| 2017    | 2018     | 2019     | 2020     | 2021     | 2025     |          |
| ↘99 896 | ↘99 025  | ↘98 111  | ↗98 256  | ↘97 344  | ↘95 550  |          |

Численность населения на 1 января 2022 год: 97 001.
Численность населения на 1 января 2023 год: 96 559.
Численность населения на 1 января 2024 год: 96 216.

## Состав городского округа
В округ входят 11 населённых пунктов, в том числе один город и 10 сельских населённых пунктов (посёлков):
| №  | Населённый пункт | Тип     | Территориальное управление | Население |
| -- | ---------------- | ------- | -------------------------- | --------- |
| 1  | Междуреченск     | город   |                            | ↘94 435   |
| 2  | Ильинка          | посёлок | Ортонское                  | 45        |
| 3  | Лужба            | посёлок | Тебинское                  | 37        |
| 4  | Майзас           | посёлок | Майзасское                 | 623       |
| 5  | Малый Майзас     | посёлок | Майзасское                 | 0         |
| 6  | Ортон            | посёлок | Ортонское                  | 658       |
| 7  | Сливень          | посёлок | Тебинское                  | 0         |
| 8  | Студеный Плес    | посёлок | Тебинское                  | 21        |
| 9  | Теба             | посёлок | Тебинское                  | 706       |
| 10 | Трёхречье        | посёлок | Ортонское                  | 115       |
| 11 | Учас             | посёлок | Ортонское                  | 50        |

### Упразднённые населённые пункты
- в 2012 году были упразднены посёлки Большой Ортон и Новый Базас[18].
- 2024 год — посёлок Барсук

## Местное самоуправление
Главы городского округа
- 2010—2015 — Шамонин Вадим Александрович (и. о. c 2010 до декабря 2011 года)[19]
- 2015—2018 — Кислицин Сергей Александрович
- 2018—н. в. Чернов Владимир Николаевич.